# Otanj
Otanj (cyr. Отањ) – wieś w Serbii, w okręgu zlatiborskim, w gminie Požega. W 2011 roku liczyła 329 mieszkańców.